# Энд, Вольфганг
Вольфганг Энд (нем. Wolfgang End; 5 января 1939, Нюрнберг, Бавария — 7 октября 2008, Мюнхен) — западногерманский хоккеист на траве, вратарь. Участник летних Олимпийских игр 1960 года.

## Биография
Вольфганг Энд родился 5 января 1939 года в немецком городе Нюрнберг.
Играл в хоккей на траве за «Нюрнбергер». Позже перебрался в «Берлинер», в составе которого в 1963 году выиграл чемпионат ФРГ. Поскольку это было пятое золото «Берлинера», 24 декабря 1963 года Энд вместе с другими хоккеистами команды был отмечен главной спортивной наградой ФРГ — Серебряным лавровым листом.
В 1960 году вошёл в состав Объединённой германской команды на летних Олимпийских играх в Риме, занявшей 7-е место. Играл на позиции вратаря, провёл 5 матчей.
В 1960—1963 годах провёл за сборную ФРГ 16 матчей.
Умер 7 октября 2008 года в Мюнхене.

## Семья
Младший брат — Херман Энд (1942—2017), западногерманский хоккеист на траве. Участник летних Олимпийских игр 1968 года.